# Communauté de communes de Haute-Picardie
La communauté de communes de Haute-Picardie est une ancienne communauté de communes française, située dans le département de la  Somme et la région administrative Hauts-de-France.
Créée en 1994, elle a fusionné avec une autre intercommunalité pour former, le 1er janvier 2017, la communauté de communes Terre de Picardie.

## Historique
La communauté de communes a été créée par un arrêté préfectoral du 15 juin 1994 sous le nom de Communauté de communes de Chaulnes et environs. Celle-ci prend sa dénomination actuelle de Communauté de communes de Haute-Picardie en 1999.
Dans le cadre des dispositions de la loi portant nouvelle organisation territoriale de la République du 7 août 2015, qui prévoit que les établissements publics de coopération intercommunale (EPCI) à fiscalité propre doivent avoir un minimum de 15 000 habitants, la préfète de la Somme propose en octobre 2015 un projet de nouveau schéma départemental de coopération intercommunale (SDCI) qui prévoit la réduction de 28 à 16 du nombre des intercommunalités à fiscalité propre du Département. Afin de préserver les réalisations de l'intercommunalité, le président de la CCHP propose mi-2015 sa transformation en commune nouvelle, projet rapidement abandonné,.
Le projet préfectoral prévoit la « fusion des communautés de communes de Haute Picardie et du Santerre  », le nouvel ensemble de 17 954 habitants regroupant 46 communes,,. À la suite de l'avis favorable de la commission départementale de coopération intercommunale en janvier 2016, la préfecture sollicite l'avis formel des conseils municipaux et communautaires concernés en vue de la mise en œuvre de la fusion le 1er janvier 2017.
Cette procédure aboutit à la création au 1er janvier 2017 de la communauté de communes Terre de Picardie.

## Territoire communautaire

### Géographie
Dans le territoire de cette ancienne communauté de communes se trouvent l'aire d'Assevillers (l'une des plus grandes aires d'autoroute d'Europe), la Gare TGV Haute-Picardie située sur la ligne TGV Paris-Lille ainsi que la zone d'activité Haute-Picardie. 
Elle est, par ailleurs, traversée du nord au sud par l'autoroute A1 et de l'est à l'ouest par l'autoroute A29.

### Composition
Cette communauté de communes était composée des 26 communes suivantes :
| Nom                        | Code Insee | Gentilé                      | Superficie (km2) | Population (dernière pop. légale) | Densité (hab./km2) |
| -------------------------- | ---------- | ---------------------------- | ---------------- | --------------------------------- | ------------------ |
| Estrées-Deniécourt (siège) | 80288      |                              | 6,45             | 338 (2014)                        | 52                 |
| Ablaincourt-Pressoir       | 80002      | Ablaincourtois               | 9,46             | 275 (2014)                        | 29                 |
| Assevillers                | 80033      | Assevillois                  | 5,47             | 288 (2014)                        | 53                 |
| Belloy-en-Santerre         | 80080      | Belloyens                    | 5,49             | 157 (2014)                        | 29                 |
| Berny-en-Santerre          | 80090      |                              | 4,43             | 155 (2014)                        | 35                 |
| Chaulnes                   | 80186      | Chaulnois                    | 8,46             | 1 990 (2014)                      | 235                |
| Chuignes                   | 80194      |                              | 4,56             | 137 (2014)                        | 30                 |
| Dompierre-Becquincourt     | 80247      |                              | 11,05            | 700 (2014)                        | 63                 |
| Fay                        | 80304      |                              | 3,90             | 108 (2014)                        | 28                 |
| Fontaine-lès-Cappy         | 80325      |                              | 3,47             | 55 (2014)                         | 16                 |
| Foucaucourt-en-Santerre    | 80335      |                              | 6,91             | 282 (2014)                        | 41                 |
| Framerville-Rainecourt     | 80342      | Framervilloise/Framervillois | 9,91             | 474 (2014)                        | 48                 |
| Fresnes-Mazancourt         | 80353      | Fresnats                     | 5,70             | 131 (2014)                        | 23                 |
| Herleville                 | 80432      |                              | 6,05             | 195 (2014)                        | 32                 |
| Hyencourt-le-Grand         | 80447      |                              | 2,95             | 74 (2014)                         | 25                 |
| Lihons                     | 80481      | Lihonsois                    | 12,42            | 410 (2014)                        | 33                 |
| Marchélepot                | 80509      | Marcelins                    | 5,27             | 468 (2014)                        | 89                 |
| Misery                     | 80551      |                              | 3,28             | 134 (2014)                        | 41                 |
| Omiécourt                  | 80608      |                              | 5,54             | 246 (2014)                        | 44                 |
| Pertain                    | 80621      | Pertinois                    | 7,88             | 389 (2014)                        | 49                 |
| Proyart                    | 80644      | Proyartais                   | 9,86             | 677 (2014)                        | 69                 |
| Punchy                     | 80646      | Punchinois                   | 3,04             | 85 (2014)                         | 28                 |
| Puzeaux                    | 80647      |                              | 3,75             | 280 (2014)                        | 75                 |
| Soyécourt                  | 80741      | Soyécourtois                 | 5,16             | 171 (2014)                        | 33                 |
| Vauvillers                 | 80781      |                              | 6,22             | 262 (2014)                        | 42                 |
| Vermandovillers            | 80789      |                              | 5,83             | 145 (2014)                        | 25                 |

### Démographie
| 1968  | 1975  | 1982  | 1990  | 1999  | 2008  | 2013  |
| ----- | ----- | ----- | ----- | ----- | ----- | ----- |
| 7 318 | 6 953 | 6 953 | 7 254 | 7 469 | 8 120 | 8 561 |

## Organisation

### Siège
Le siège de l'intercommunalité était en mairie de Chaulnes, 7 rue Terpraut et Grenier.

### Élus
La communauté de communes était administrée par son conseil communautaire, composé de conseillers municipaux représentant chacune des communes membres sensiblement en fonction de leur population.
En raison d'élections municipales partielles organisées à Puzeaux, la composition du conseil communautaire est remaniée afin de respecter les règles légales par un arrêté préfectoral de décembre 2015, et la représentation des communes pour la fin de la mandature 2014-2016 a été la suivante : 

- 8 délégués pour Chaulnes ;

- 3 délégués pour Dompierre-Bécquincourt ;

- 2 délégués pour Framerville-Rainecourt, Marchelepot et Proyart ;

- 1 délégué pour les autres villages, tous de moins de 400 habitants

soit 38 délégués titulaires.
Le Conseil  communautaire du 24 avril 2014 a élu son président, Philippe Cheval, maire-adjoint et conseiller général de Chaulnes, ainsi que ses 6 vice-présidents, qui étaient : 
1. Robert Billore , maire de Lihons, chargé de la culture, l’événementiel, la communication, la jeunesse et le relais d'assistantes maternelles (RAM) ;
2. Bruno Étévé, maire de Fay, chargé des bâtiments ;
3. Michel Guilbert, maire d'Assevillers, chargé du scolaire ;
4. Jean-Claude Louvet, maire de Proyart, chargé de la voirie ;
5. Annick Maréchal, maire de Vauvillers, chargée de l'assainissement, de l'enlèvement et la valorisation des déchets ;
6. Philippe Sy, maire de Herleville, chargé de l'aménagement de l'espace, de la politique du logement et du cadre de vie[15].

Le bureau de la mandature 2014-2016 était constitué du présidents, des vice-présidents et de Francis Gorlier (Chuignes), André Lebrun (Pertain), Thierry Lineatte (Chaulnes), Luc Maille (Soyécourt), Didier Potel (Marchelepot), Jean Louis Ramecki (Puzeaux).
Ils étaient secondés par 48 salariés, soit 37 équivalents temps plein, au 31 décembre 2014, principalement affectés aux écoles.

### Liste des présidents
| Période                                  | Période       | Identité        | Étiquette | Qualité |
| ---------------------------------------- | ------------- | --------------- | --------- | --- |
| Les données manquantes sont à compléter. |               |                 |           | |
| 2008                                     | 2014          | Michel Macaclin | DVD       | Militaire retraité Maire de Dompierre-Becquincourt (2001 →2014) Vice-président du pays Santerre Haute-Somme ( ? → 2014)                                                                                     |
| 2014                                     | décembre 2016 | Philippe Cheval | DVD       | Kinésithérapeute Maire-adjoint de Chaulnes Conseiller général de Chaulnes (1994 → 2015) Président de la Communauté de communes Terre de Picardie (2017 → ) Président du pays Santerre Haute-Somme (2014 → ) |

### Compétences
L'intercommunalité exerçait les compétences qui lui avaient été déléguées par les communes membres, dans les conditions déterminées par le code général des collectivités territoriales.
La principale des compétences transférées était celle relative à l'enseignement.

### Régime fiscal et budget
La Communauté de communes était un établissement public de coopération intercommunale à fiscalité propre.
Afin d'assurer ses compétences, la communauté de communes percevait une fiscalité additionnelle aux impôts locaux perçus par les communes, avec fiscalité professionnelle de zone et sans fiscalité professionnelle sur les éoliennes.
Elle percevait également la taxe d'enlèvement des ordures ménagères (TEOM), qui finance ce service.
Les recettes de fonctionnement de l'exercice 2014 se sont élevées à  5 650 000 € et les dépenses de fonctionnement à 4 475 000 €, dont 36 % dans le domaine scolaire et 19 % pour la gestion des ordures ménagères.